# Strup (medicína)

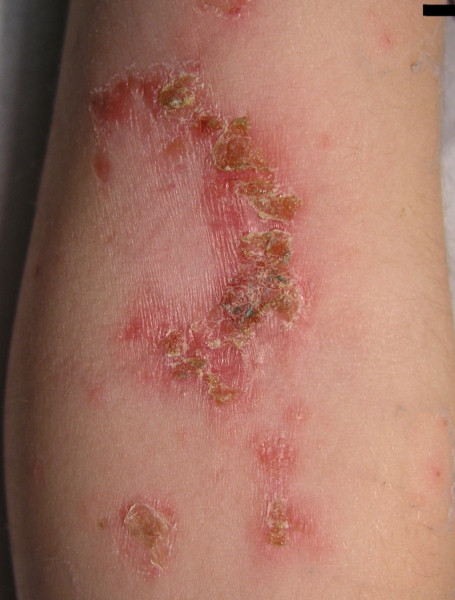
Strupy

Strup (krusta) je povlak, který se tvoří ze zaschlého tkáňového moku a krve na povrchu ran. Chemicky se skládá z fibrinu (který způsobil sražení krve) a z krevního séra (tekutá část), a dále obsahuje zbytky kůže, hnis a další odpadní látky.